# Olga Korbut
Olga Valentinovna Korbut (în rusă Ольга Валентиновна Корбут) (n. 16 mai 1955, Hrodna, RSS Bielorusă, URSS) este o fostă gimnastă de origine bielorusă.

## Carieră
La vârsta de 17 ani, în anul 1972, a participat la Jocurile Olimpice din München, unde a avut ghinion la bârnă.
Ca membră în echipa de gimnastică sovietică, câștigă medalia de aur la Jocurile Olimpice din Montreal în anul 1976 și medalia de argint la bârnă.
În anul 1977 se retrage și se căsătorește cu cântărețul Leonid Bortkevici, cu care are un fiu. După divorț, în anii 1990, se căsătorește cu Alex Voinici. Din anul 2004 trăiește ca și concurenta ei cea mai de seamă, românca Nadia Comăneci, în SUA.